# Tape-out
Il termine Tape-out (o Tapeout) è utilizzato in elettronica e più precisamente nei processi di produzione dei circuiti integrati per indicare la fase finale del ciclo di sviluppo di uno specifico componente elettronico, sia esso un microprocessore o un intero circuito stampato.
Quando un componente raggiunge la fase di tape-out vuol dire che il suo progetto è completato ed è pronto per essere inviato agli stabilimenti produttivi per la realizzazione in volumi.

## Le origini del nome
Le origini del termine risalgono ai primi metodi di progettazione dei circuiti stampati, in cui essi venivano manualmente realizzati in grandi dimensioni su fogli di mylar mediante l'utilizzo di nastri e strisce adesive (da qui il nome "tape") per poi venire ridotti mediante tecniche fotografiche; la stessa tecnica venne poi utilizzata anche per la progettazione dei primi circuiti integrati.
In tempi più recenti il termine tape-out si riferisce al nastro magnetico con il file finale contenente il progetto definitivo che verrà poi inviato agli impianti produttivi, in cui vengono descritti tutti i dettagli del layout del dispositivo.

## Raggiungimento della fase di tape-out
Un moderno componente elettronico deve passare attraverso diversi stadi di sviluppo prima di raggiungere il proprio "tape-out" ed essere poi realizzato fisicamente. La maggior parte degli stadi che precedono il tape-out sono ormai realizzati mediante appositi strumenti software in grado anche di risolvere alcune problematiche in maniera totalmente automatica, e tra queste si può citare la capacità di tali software di disegnare i percorsi più adatti per i vari collegamenti interni tra le varie aree del componente così da bilanciare la necessaria assenza di intersezioni nelle migliaia di "piste" e la lunghezza media dei percorsi che devono essere il più possibile simili tra loro, soprattutto se il componente funziona ad alte frequenze, dato che a tali livelli è importante tenere conto della velocità dei segnali e della lunghezza dei percorsi per non incorrere in problemi di sincronia.
Il raggiungimento della fase di tape-out è generalmente un momento di "successo" e "celebrazione" da parte di un team di sviluppo in quanto sancisce la fine della fase di progetto e l'inizio della produzione in volumi, tuttavia è necessario ricordare che sebbene nella maggior parte dei casi il tape-out di un componente coincida proprio con la fine del progetto, può capitare che sia necessario effettuare altri piccoli interventi in seguito per esempio a difetti progettuali riscontrati solo durante la fase di produzione fisica dei componenti, che possono essere sia di tipo "tecnico" che "logico".
Quando di un componente, tipicamente un microprocessore, viene realizzato un die-shrink o un cambio di stepping, il progetto originale del componente viene ripreso in mano dal team di sviluppo per effettuare le necessarie modifiche e affinamenti per passare poi ad un nuovo tape-out in vista della produzione della nuova versione.